# Christa Lörcher
Christa Gisela Lörcher geborene Treumann (* 24. Juni 1941 in Mewe, Danzig-Westpreußen) ist eine ehemalige deutsche Politikerin (SPD). Von 1993 bis 2002 war sie Mitglied des Bundestages.

## Leben
Christa Lörcher legte 1959 ihr Abitur ab und studierte an der Universität Tübingen und an der Pädagogischen Hochschule Esslingen mit Abschluss als Grund- und Hauptschullehrerin. Danach wurde sie Realschullehrerin für Mathematik und Physik. Sie erhielt ein Stipendium der Stiftung Volkswagenwerk für Mathematikprojekte in England, USA und Schweden. Anschließend absolvierte sie eine Praktische Berufsausbildung zur Altenpflegerin.
Sie war als Mathematik- und Physiklehrerin in verschiedenen Schularten tätig und arbeitete am Mathematikwerk Kahle/Lörcher für Realschulen mit. Sie war als Altenpflegerin in Alten- und Pflegeheimen und der Gerontopsychiatrie tätig. Ab 1988 war sie Unterrichtsschwester für Alten- und Krankenpflege.
Lörcher war zunächst Mitglied der GEW, dann der Gewerkschaft ötv. Sie arbeitete im Kinderschutzbund, in der Arbeiterwohlfahrt und bei den Naturfreunden mit. Lörcher erhielt 2022 das Bundesverdienstkreuz am Bande.

## Politik
1970 trat sie in die SPD ein und wurde stellvertretende Kreisvorsitzende. Seit 1989 war sie Mitglied des Kreistages und stellvertretende Fraktionsvorsitzende. 
Mitglied des Bundestages war sie vom 3. September 1993 bis zum Ende der 14. Legislaturperiode im Jahr 2002, jeweils dort eingezogen über die Landesliste. Sie hatte sich im Bundestagswahlkreis Schwarzwald-Baar auch um das Direktmandat beworben. Im November 2001 wurde Lörcher bundesweit bekannt, als sie Kanzler Schröder die Stimme bei der Vertrauensfrage verweigerte, da daran die Abstimmung über einen militärischen Einsatz (Krieg in Afghanistan) gebunden war. Zuvor trat sie aus der SPD-Fraktion aus und gehörte dem Bundestag für den Rest der Legislaturperiode als fraktionslose Abgeordnete an. Lörcher wurde 2002 mit der Clara-Immerwahr-Auszeichnung, dem Friedenspreis der Internationalen Ärzte für die Verhütung des Atomkrieges (IPPNW) gewürdigt.